# Nachal Badar
Nachal Badar též Nachal Bader (hebrejsky נחל בדר) je vádí v jižním Izraeli, na severovýchodním okraji Negevské pouště, respektive v Judské poušti.
Začíná v nadmořské výšce přes 400 metrů u od hory Har Badar. Jde o neosídlenou pouštní krajinu. Vádí pak směřuje k jihovýchodu, prudce klesá a zeřezává se do okolního terénu. Ústí zleva do vádí Nachal Adaša, které jeho vody odvádí do povodí Mrtvého moře.